# Margit Fischerová
Margit Fischerová (rozená Binder; * 28. června 1943 Stockholm) je bývalá první dáma Rakouské republiky, jakožto manželka bývalého prezidenta Heinze Fischera.

## Život
Narodila se ve Stockholmu, hlavním městě Švédska. Její rodiče Otto a Anna Binderovi byli sociální demokraté a Židé, kteří během nacistického režimu uprchli do Švédska. Hovoří plynně švédsky. V roce 1949 se její rodina vrátila do Rakouska. Navštěvovala gymnázium ve Vídni a začala studovat umění na Vídeňské univerzitě. V roce 1968 se provdala za Heinze Fischera, sociálnědemokratického politika. V roce 2004 byl její manžel zvolen rakouským prezidentem, a tak zastávala funkci první dámy Rakouska. Manželé mají spolu dvě děti: syna Philip (* 1972) a dceru Lisu (* 1975).

## Funkce v Rakousku
- Viceprezidentka Rettet das Kind Österreich (1992–1998)
- Prezidentka Verein zur Gründung und zum Betrieb einer Erlebnisausstellung zu den Naturwissenschaften (1993–2000)
- Předsedkyně Österreichischer Frauenrat (od 1995)
- Předsedkyně Science Center Netzwerk (od 2005)

## Vyznamenání
- 2006 –  SMOM: Velkokříž Maltézského záslužného řádu za zásluhy o Suverénní řád Maltézských rytířů[3]
- 2007 –  Itálie: Rytířský velkokříž Řádu zásluh o Italskou republiku[4]
- 2007 –  Švédsko: Komturský velkokříž Řádu polární hvězdy[zdroj?]
- 2009 –  Portugalsko: Velkokříž Řádu svatého Jakuba od meče[5]
- 2013 –  Lucembursko: Velkokříž Řádu Adolfa Nasavského[zdroj?]